# Colombie aux Jeux olympiques d'hiver de 2022
La Colombie participe aux Jeux olympiques d'hiver de 2022 à Pékin en Chine du 4 au 20 février 2022. Il s'agit de sa troisième participation à des Jeux d'hiver.

## Athlètes engagés
| Sport               | Hommes | Femmes | Total |
| ------------------- | ------ | ------ | ----- |
| Patinage de vitesse | 0      | 1      | 1     |
| Ski alpin           | 1      | 0      | 1     |
| Ski de fond         | 1      | 0      | 1     |
| Total               | 2      | 1      | 3     |

## Résultats

### Patinage de vitesse
| Athlète     | Épreuve | Demi-finale | Demi-finale   | Demi-finale | Finale   | Finale   | Finale |
| Athlète     | Épreuve | Points      | Temps         | Rang        | Points   | Temps    | Rang   |
| ----------- | ------- | ----------- | ------------- | ----------- | -------- | -------- | ------ |
| Laura Gómez | Femmes  | 0           | 8 min 31 s 66 | 11e         | Éliminée | Éliminée | 22e    |

### Ski alpin
| Athlète         | Épreuve      | 1re manche    | 1re manche | 2e manche     | 2e manche | Total         | Total   |
| Athlète         | Épreuve      | Temps         | Rang       | Temps         | Rang      | Temps         | Rang    |
| --------------- | ------------ | ------------- | ---------- | ------------- | --------- | ------------- | ------- |
| Michael Poettoz | Slalom       | Abandon       | Abandon    | Éliminé       | Éliminé   | Éliminé       | Éliminé |
| Michael Poettoz | Slalom géant | 1 min 12 s 83 | 36e        | 1 min 17 s 19 | 30e       | 2 min 30 s 02 | 31e     |

### Ski de fond
| Athlète                | Épreuve         | Temps         | Rang |
| ---------------------- | --------------- | ------------- | ---- |
| Carlos Andrés Quintana | 15 km classique | 55 min 41 s 9 | 95e  |